# Die zerbrochene Postkutsche

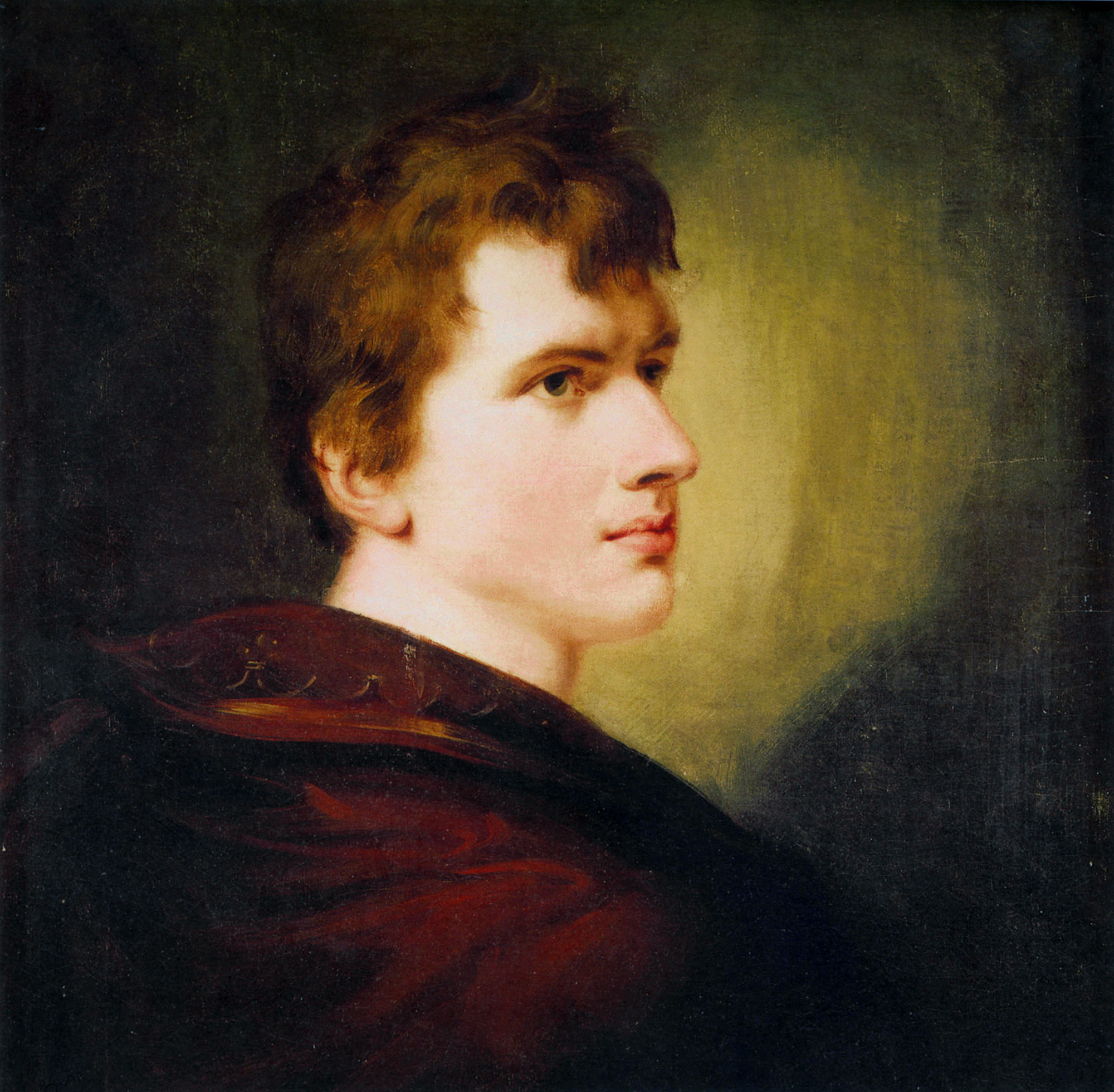
Achim von Arnim
(1781–1831)

Die zerbrochene Postkutsche. Text zu einer komischen Operette ist eine Erzählung von Achim von Arnim, die 1818 in den Hamburger „Originalien aus dem Gebiete der Wahrheit, Kunst, Laune und Phantasie“ (Georg Lotz (Hrsg.))  erschien. Der Text ist eine Satire auf den „Werther“.

## Inhalt

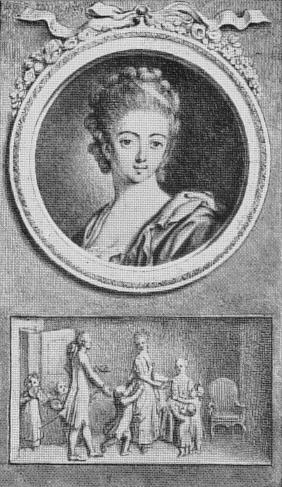
Lotte (Zeichnung von Chodowiecki)

Ein mit dem Reisekomfort unzufriedener Fahrgast hatte während der vorhergehenden Fahrt einen verdorbenen Krebs am verborgenen Platz in den Fahrgastraum der Postkutsche genagelt. Mit dem üblen Geruch nach Fisch bringt der Scherzbold die nachfolgenden zusammengepferchten Passagiere so in die Rage, dass sie am liebsten aufeinander losgehen möchten. Mit einem Wort – der Komfort ist wirklich schlecht. Keiner der Fahrgäste gibt dem Postillion am Fahrtziel das obligatorische Trinkgeld, zumal da die Postkutsche – am Ziel mit Mühe und Not angekommen – im Stillstand in sich zusammenfällt und die Passagiere herausrutschen. Während der darauf folgenden Auseinandersetzungen will der Postmeister das Reisegepäck als Unterpfand bis zur richterlichen Entscheidung, den Obolus betreffend, einbehalten. Die erbosten Reisenden versuchen nun fieberhaft, Teile des Gepäcks an sich zu bringen. Dabei gerät eine Hofrätin an ein Werther- und ein Student an ein Lotte-Kostüm. Beide steigen im selben Hotel ab und verstehen Spaß. Anderntags spielen sie tatsächlich ihre Rollen. Außer den beiden Kostümierten ist noch der Imposante mit angereist. Er will den Herrn Rat und den Stadtschreiber peinlich visitieren.
Weil es also um den „Werther“ geht, treten alsbald aus dem für einen kurzen Text sehr umfangreichen Personal zwei Kinder der Musen hervor. Das sind die berühmte französische Dame und der Schicksalsdichter. Jener „sehr geschmückte Lockenkopf mit einem ältlichen Gesichte“ geht todernst auf den Scherz ein. Natürlich mischt sich auch die Französin in den aufkommenden grundsätzlichen Disput. Sie spielt die Schiedsrichterin zur Beilegung strittiger Fragen. Aber ihr Französisch wird bekrittelt. Die zugereiste Französin deklamiert unbeirrt „aus dem Ossian nach Werthers Übersetzung“.

## Selbstzeugnis
- Ursprünglich muss die Satire Bestandteil der Erzählung „Juvenis“ gewesen sein. Denn Arnim schreibt am 20. Februar 1818[2]: „… den komischen Teil von der Werthern lasse ich ganz fort, daraus soll ein kleines Lustspiel werden.“

## Rezeption
- Moering[3] hat die Burleske untersucht. Danach soll der Stadtschreiber Züge Goethes tragen. Der Imposante erinnere an Goethes Sohn August. Die berühmte reisende Frau sei der Madame de Staël nachempfunden und der Schicksalsdichter sei gleichsam Abbild Zacharias Werners.

### Zitierte Textausgabe
- Achim von Arnim: Die zerbrochene Postkutsche. Text zu einer komischen Operette. S. 81–104 in Renate Moering (Hrsg.): Achim von Arnim. Sämtliche Erzählungen 1818–1830. Bd. 4 in: Roswitha Burwick (Hrsg.), Jürgen Knaack (Hrsg.), Paul Michael Lützeler (Hrsg.), Renate Moering (Hrsg.), Ulfert Ricklefs (Hrsg.), Hermann F. Weiss (Hrsg.): Achim von Arnim. Werke in sechs Bänden. 1436 Seiten. Deutscher Klassiker Verlag, Frankfurt am Main 1992 (1. Aufl.), ISBN 3-618-60040-2